# SPEC～天～
《超能力事件簿首部曲：天啟》（日语：劇場版 SPEC～天～）是一部于2012年4月7日上映的日本电影，由东宝制作，是TBS电视剧《SPEC～警視廳公安部公安第五課 未詳事件特別對策係事件簿～》的剧场版，内容可视为是电视剧的续集。
在4月7日的首映礼上制作方透露SPEC将可能拍成美剧。

## 概要
自願將特殊能力SPEC封印的當麻紗綾並未因此迎來安定的生活，隨着一宗神秘海難的發生，當局為對付SPEC持有者的「簡單計劃」（シンプルプラン/Simple Plan）亦逐漸曝光，並相繼引出涉及世界末日的謎樣的預言：「法蒂瑪的第三預言」。此時，死去多時的最強SPEC持有者一十一 — 亦即當麻的弟弟陽太 — 突然神奇復活，並挺身而出帶領SPEC持有者與當局對抗。一十一一方面發動襲擊擄走警視總監及內閣情報調査室特務員青池裡子的女兒，另一方面親自現身未詳辦公室，遊說當麻與他合作。當麻坦言已將SPEC封印，再不是SPEC持有者，而且身為刑警，有責任制止一十一，姐弟二人正式決裂。
神秘的公安零課課長津田助廣的真身終於出現，並擔當指揮營救人質，而身為一十一親人的當麻卻備受懷疑，甚至被排除在行動外。在首次行動失敗後，津田明白到只有當麻有能力對付一十一，於是決定把指揮權交出，當麻、津田、瀨文、青池通力合作，與一十一進行最後決戰。在正義的執念中，當麻經已封印、被一十一稱之為「真正最強」的SPEC被再次喚醒。
決戰之後預言解開，但平安卻未來臨！隨着青池的女兒無事生還，其謎樣的身份漸漸曝光，而這個小小女孩登場的同伴，竟然擁有比一十一更強更厲害，甚至能把他隨手消滅的SPEC！這位身披白衣、能力超強的神秘男子—白衣教皇的登場，正式宣告了在當麻與瀨文的前面，仍有更多、更大的困難在向他們發出挑戰。

## 主要角色
- 当麻紗綾 - 戶田惠梨香
- 瀬文焚流 - 加瀨亮

### 警視廳關係者
- 正汽雅 - 有村架純：野野村的女友，警視廳文職人員。
- 馬場香 - 岡田浩暉（日语：岡田浩暉）：搜查一課管理官。
- 鹿浜歩 - 松澤一之（日语：松澤一之）：捜査一課係長。
- 猪俣宗次 - 載寧龍二：捜査一課刑警。
- 市柳賢蔵 - 绪方义博（日语：でんでん）：未詳係長。
- 津田助広 - 椎名桔平（客串）：秘密警察公安零課（全稱：特殊能力者対策特務班警視庁公安部公安零課）課長，有權與御前會議直接對話，之前出現及被殺的津田都非其本人，真身於本集始出現。
- 野野村光太郎 - 龙雷太（日语：竜雷太）
- 青池子 - 栗山千明：内閣情報調査室（CIRO/サイロ）特務員，瀬文的舊識，育有一女，由於是海外歸國人仕故日語發音其差。原美軍特種隊海豹部隊成員，擅長雙手同時持械（Dual wield），為追捕SPEC持有者的主力成員。
- 宮野珠紀 - 三浦貴大：内閣情報調査室（CIRO/サイロ）特務員，青池之同袍。
- 似内晶 - 麿赤兒：警視總監。
- 福富薫 - 利重剛（日语：利重剛）：内閣情報調査官。

### SPEC持有者
- 一十一 - 神木隆之介：擁有使自身的時間比正常時間快數萬倍的能力，SPEC持有者的領袖，在正篇中已死，卻又突然神秘復活，並策動恐怖襲擊意圖從御前會議奪得權力。聲稱因持有SPEC而被迫害才起而反抗，一般被認為擁有最強的SPEC，但他自己卻認為當麻所擁有的才是最強的SPEC，曾因此遊說當麻與他合作，卻被拒絕，並在最後決戰時被對方認出並非真正的一十一。
- 志村美鈴 - 福田沙纪：擁有觸摸他人或其物品獲取記憶的能力。由於無端被青池與宮野追捕，感到身為SPEC持有者而受迫害，遂接受一十一遊說，加入其陣營。
- 伊藤淳史 - 伊藤淳史：職業演員，亦即現實世界中的伊藤淳史，由本人扮演自己。擁有身體任意變形的能力。
- Madam陰 / Madam陽 - 淺野裕子（日语：浅野ゆう子）（一人分飾兩角）：一模一樣的二人，分別持有釋放冷空氣和熱空氣的SPEC。
- Loop之父 - 石川浩司（日语：石川浩司）：擁有使空間循環的能力。
- 白衣男子 - 向井理：擁有甚麼樣的SPEC仍是個謎，唯一肯定其能力超強，連最強的SPEC持有者 — 一十一也能夠隨手消滅。

### 其他角色
- 青池潤 - 森山樹：4歲，青池里子的女兒。
- 境 - Carrousel麻紀（日语：カルーセル麻紀）：青池潤的褓姆。

## 制作
《SPEC～天～》的拍摄与《SPEC～翔～》是同时进行的，在2011年7月28日开拍。同年8月底杀青并开始後期製作，11月16日进行补拍。

## 职工表
- 監督 - 堤幸彦
- 編劇 - 西萩弓繪（日语：西荻弓絵）
- 音樂 - 涉谷慶一郎（日语：渋谷慶一郎）、Robert Gabriel
- 主題曲 - THE RiCECOOKERS（日语：THE RiCECOOKERS）「NAMInoYUKUSAKI〜天〜」（Anchor Records（日语：日音））
- 執行製片  - 濱名一哉（日语：濱名一哉）
- 製片 - 植田博樹（日语：植田博樹）、今井夏木（日语：今井夏木）
- 副製片 - 大原真人、渡辺敬介
- 助理製片 - 市山竜次、赤羽智比呂
- 攝影 - 斑目重友
- 燈光 - 川里一幸
- 錄音 - 臼井久雄
- 美術總監 - 小林民雄、山下杉太郎
- 美術設計 - 大木壮史
- 佈景 - 大村充
- 視覺特效 - 野崎宏二
- 編集 - 大野昌寛
- 記錄 - 奥平綾子
- 音響設計 - 石井和之（日语：石井和之）
- 助理監督 - 白石達也
- 製作總監 - 植松育巳
- 製作 - 2012 映画「SPEC〜天〜」製作委員会（TBS、東宝、角川書店、King Record、MBS、CBC、Office Crescendo（日语：オフィスクレッシェンド）、RKB、TC Entertainment（日语：TCエンタテインメント）、HBC）
- 製作 - Office Crescendo
- 發行 - 東宝

## 宣传
- 2012年3月21日在东京举办记者会宣布制作完成[4][5]
- 2012年4月6日两位主演参加剧场版相关宣传活动[6][7][8]